# Élection présidentielle de 2015 au Burkina Faso
L'élection présidentielle de 2015 au Burkina Faso se tient le 29 novembre 2015 (premier tour). Couplée aux élections législatives, elle est initialement prévue pour le 11 octobre 2015,,, mais doit être reportée à cause de la tentative de coup d'État du 16 septembre. Dès le premier tour, Roch Kaboré l'emporte largement avec plus de 53 % des voix.

## Contexte

### Tentative de maintien de Compaoré
Un amendement de l'année 2000 de la Constitution de la quatrième République du Burkina Faso limite le nombre de mandats présidentiels à deux quinquennats. Cependant, cet amendement n'étant pas rétroactif, Blaise Compaoré — qui est au pouvoir depuis 1987 — parvient à se présenter à nouveau aux élections présidentielles de 2005 et de 2010, et à être réélu. En 2014, avec comme perspective l'élection présidentielle de 2015, Compaoré tente de faire amender la constitution pour lever cette restriction du nombre de mandats. Cela provoque un soulèvement populaire qui commence le 28 octobre 2014 par une série de manifestations massives qui s'étendent à plusieurs villes du pays.

### Gouvernement de transition en 2014
Les événements tumultueux du 30 octobre, dont l'implication de Kouamé Lougué et la destruction de plusieurs bâtiments symboliques, entraînent la dissolution du gouvernement et du parlement, et la déclaration de l'état de siège. Le général Honoré Traoré annonce qu'un gouvernement de transition est formé jusqu'à l'organisation d'élections dans les douze mois. La journée du 31 octobre entraîne une montée de pressions à l'encontre de Blaise Compaoré qui, après avoir d'abord refusé, finit par accepter de démissionner, et débouche par son remplacement à la tête de l'État par Honoré Traoré.
Le 1er novembre 2014, le lieutenant-colonel Isaac Zida s'autoproclame chef de l'État burkinabé lors d'une allocution place de la Nation. Le 17 novembre 2014, le diplomate Michel Kafando est nommé président de transition. Il nomme Isaac Zida Premier ministre.

## Candidats
Un nouveau code électoral adopté en avril 2015 rend inéligible les partisans de Blaise Compaoré pour ces élections présidentielles,.
Quatorze candidats sont déclarés pour l'élection du 29 novembre. Parmi ceux-ci, deux sont issus du parti de Campaoré, le CDP, et semblent être les favoris : Roch Kaboré du MPP, qu'il a fondé en janvier 2014 après avoir quitté le CDP, et Zéphirin Diabré de l'UPC, ancien député et ministre de l'économie. Roch Kaboré, ancien Premier ministre et président de l'Assemblée nationale, est très populaire mais peine à incarner le changement.

## Scrutin

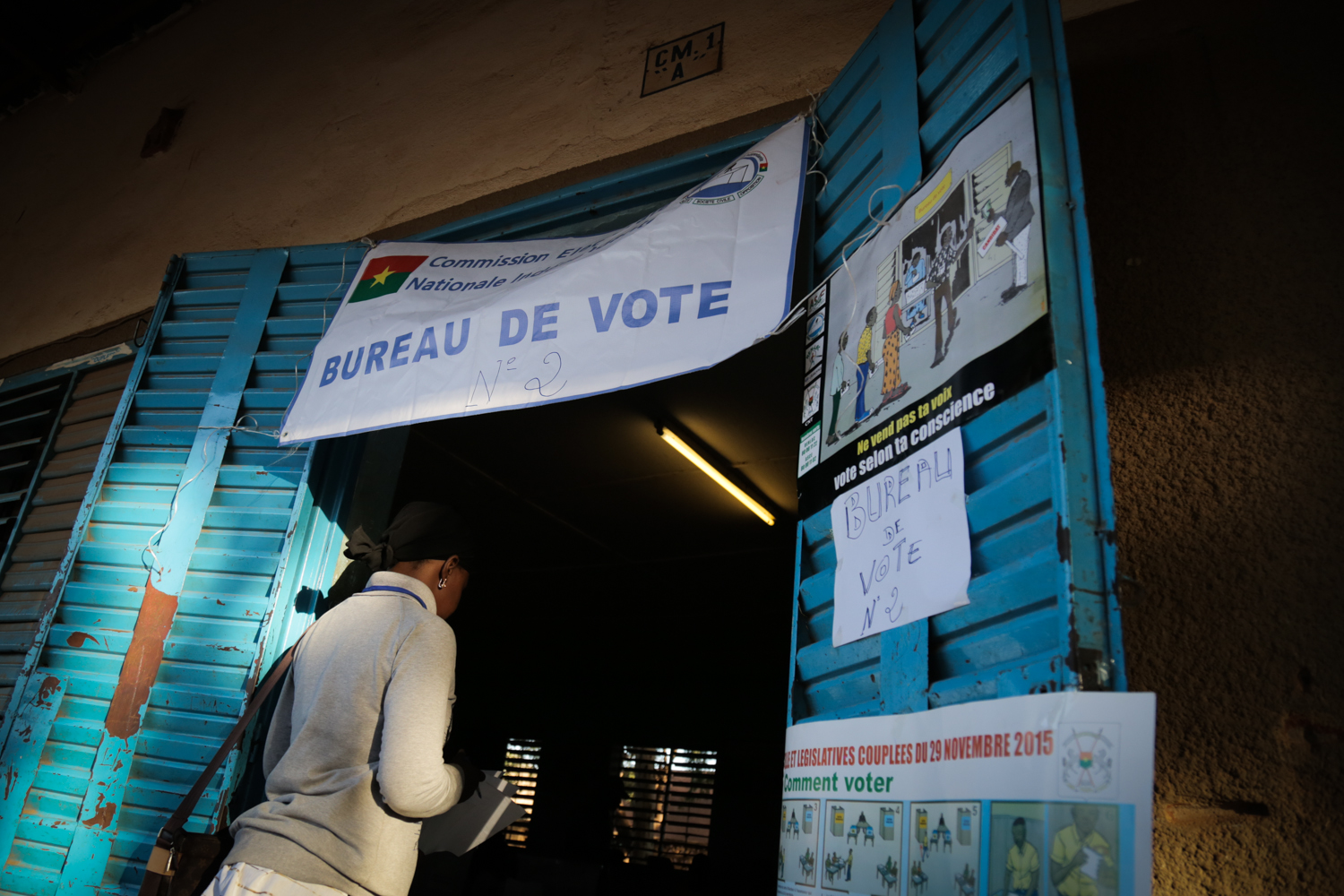
Une électrice rentre dans un bureau de vote le jour de l'élection.

Les opérations électorales du 29 novembre 2015, qui concernent en même temps les élections législatives, sont protégées par 25 000 membres des forces de l'ordre et se déroulent sans incident majeur. Environ 5,5 millions d'électeurs sont appelés aux urnes. Le couvre-feu nocturne, en vigueur depuis le mois de septembre précédent, est suspendu pour la nuit du 29 au 30 novembre afin de faciliter le travail de la commission électorale et des observateurs. Le lendemain, le secrétaire général de l'ONU Ban Ki-moon se félicite de la tenue pacifique des élections, et souligne en particulier la « forte participation des femmes au processus électoral ». La participation atteint 60 % des inscrits.

## Résultats

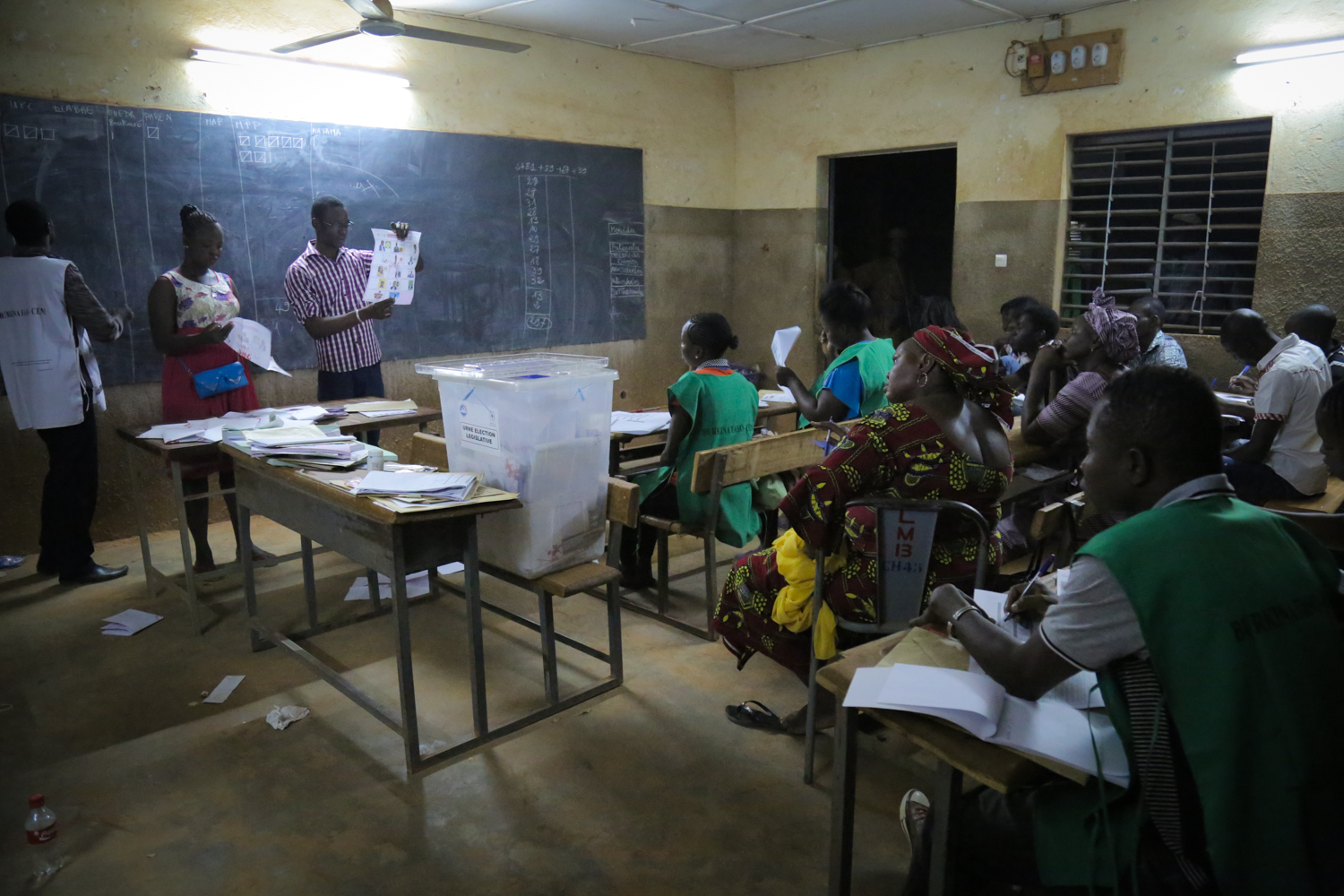
Dépouillement des bulletins dans un bureau de vote de Ouagadougou, en présence d'observateurs.

La commission électorale indépendante (CENI) annonce le 1er décembre la large victoire de Roch Kaboré, élu avec plus de 53 % des voix contre près de 30 % pour son adversaire direct Zéphirin Diabré. Les autres candidats réalisent des scores très éloignés, atteignant à peine 3 % des suffrages exprimés. 
| Candidat                 | Candidat                             | Parti                                          | Voix      | %     |
| ------------------------ | ------------------------------------ | ---------------------------------------------- | --------- | ----- |
|                          | Roch Kaboré                          | Mouvement du peuple pour le progrès            | 1 668 169 | 53,49 |
|                          | Zéphirin Diabré                      | Union pour le progrès et le changement         | 924 811   | 29,65 |
|                          | Tahirou Barry                        | Parti de la renaissance nationale              | 96 457    | 3,09  |
|                          | Bénéwendé Stanislas Sankara          | Union pour la renaissance/Mouvement sankariste | 86 459    | 2,77  |
|                          | Ablassé Ouedraogo                    | Le Faso Autrement                              | 60 134    | 1,93  |
|                          | Saran Sérémé                         | Parti pour le développement et le changement   | 53 900    | 1,73  |
|                          | Victorien Barnabé Wendkouni Tougouma | Mouvement africain des peuples                 | 50 893    | 1,63  |
|                          | Jean-Baptiste Natama                 | Indépendant                                    | 42 497    | 1,36  |
|                          | Isaaka Zampaligré                    | Indépendant                                    | 38 064    | 1,22  |
|                          | Adama Kanazoé                        | Indépendant                                    | 37 766    | 1,21  |
|                          | Ram Ouédraogo                        | Rassemblement des écologistes du Burkina       | 21 161    | 0,68  |
|                          | Maurice Denis Salvador Yameogo       | Rassemblement des démocrates pour le Faso      | 15 266    | 0,49  |
|                          | Boukaré Ouédraogo                    | Indépendant                                    | 15 007    | 0,48  |
|                          | Françoise Toé                        | Indépendante                                   | 8 111     | 0,26  |
|                          |                                      |                                                |           |       |
| Votes valides            | Votes valides                        | Votes valides                                  | 3 118 695 | 94,22 |
| Votes blancs et nuls     | Votes blancs et nuls                 | Votes blancs et nuls                           | 191 293   | 5,78  |
| Total                    | Total                                | Total                                          | 3 309 988 | 100   |
| Abstention               | Abstention                           | Abstention                                     | 2 207 027 | 40,00 |
| Inscrits / participation | Inscrits / participation             | Inscrits / participation                       | 5 517 015 | 60,00 |